# U-20-Fußball-Weltmeisterschaft 2021
Die U-20-Weltmeisterschaft 2021 sollte in Indonesien stattfinden. Es hätte es sich um die 23. Ausgabe der FIFA U-20-Weltmeisterschaft gehandelt. Es wäre das erste FIFA-Turnier gewesen in Indonesien und die zweite U-20-Weltmeisterschaft in Südostasien (nach Malaysia 1997) gewesen. Es wäre zugleich das erste FIFA-Turnier in der Region seit der Futsal-Weltmeisterschaft 2012 in Thailand gewesen. Aufgrund der COVID-19-Pandemie wurde das Turnier im Dezember 2020 abgesagt und Indonesien stattdessen mit der Austragung der U-20-Fußball-Weltmeisterschaft 2023 beauftragt.

## Auswahl des Gastgeber
Für die Austragung des Turniers hatten sich ursprünglich beworben: Brasilien (Bewerbung zurückgezogen), Myanmar und Thailand (Bewerbung zurückgezogen), Bahrain, Saudi-Arabien und die Vereinigten Arabischen Emirate (Bewerbung zurückgezogen), Peru und Indonesien. Am 24. Oktober 2019 wurde Indonesien nach der FIFA-Ratssitzung in Shanghai als Gastgeber bekannt gegeben.

## Austragungsorte
Der indonesische Fußballverband hatte 10 Stadien in 10 Städten in 7 Provinzen vorgeschlagen. Acht der Stadien liegen auf der Insel Java, eines auf Bali und eines auf Sumatra. Von diesen zehn Stadien sollten im März 2020 sechs ausgewählt werden, aufgrund der COVID-19-Pandemie verschob sich die Verkündung der Spielorte aber, bis die WM schließlich abgesagt wurde.

## Qualifikation
Für die Endrunde der U20-Weltmeisterschaft 2021 sollten sich 23 Mannschaften aus 6 Kontinenten qualifizieren. Hierzu sollten die kontinentalen U19- und U20-Meisterschaften dienen. Gastgeber Indonesien war automatisch für die Endrunde qualifiziert. Nur der europäische Verband meldete vor der Absage schon die qualifizierten fünf Mannschaften für die Weltmeisterschaft. Ursprünglich sollten diese bei der U-19-Europameisterschaft 2020 in Nordirland ermittelt werden, aufgrund der Absage dieses Turniers, wählte die UEFA fünf Mannschaften anhand eines Koeffizienten aus. Folgende Teams waren bis zur Absage bereits qualifiziert.
| 1 (von 5) aus Asien | Indonesien |            |         |             |          |
| 5 aus Europa        | England    | Frankreich | Italien | Niederlande | Portugal |